# Livello di volo

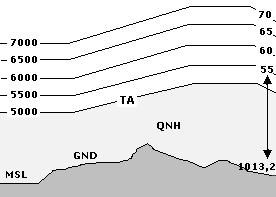
Livelli di volo

Il livello di volo (in inglese Flight Level, FL) è una superficie ideale a pressione atmosferica costante e riferita a un valore standard di 1013,25 hPa.
Dato che l'altimetro barometrico degli aeromobili misura la pressione atmosferica per calcolare la quota, una superficie a quota costante è in realtà identificata da un'isobara (superficie a pressione costante). La pressione di 1013,25 hPa o 29,92 inHg (Pollici di mercurio) costituisce il livello zero per tutti gli aeromobili in fase di crociera e ogni isobara che differisce di multipli di 18,52 hPa (pari a 500 piedi di dislivello per l'atmosfera standard ICAO) rappresenta 5 livelli di volo.
Quindi secondo i parametri dell'atmosfera standard i livelli di volo distano tra loro 100 piedi, ma vengono solitamente contati cinque a cinque: FL 80, FL85, FL90, e così via.
Ogni livello di volo viene nominato arrotondandone il valore al centinaio intero, quindi ad esempio:
- L'isobara 1013,25 hPa è il livello di volo 0 (FL 0).
- L'isobara 994,73 hPa (1013,25 − 18,52) rappresenta i 500 piedi ed è il livello di volo 5 (FL 5).
- L'isobara 642,65 hPa (1013,25 − 18,52 × 20) rappresenta i 10 000 piedi ed è il livello di volo 100 (FL 100).

Gli aeromobili volano per livelli di volo quando si trovano a quote tali da non doversi più preoccupare degli ostacoli al suolo, quindi al di sopra dell'altitudine di transizione.

## Necessità dell'uso del livello di volo

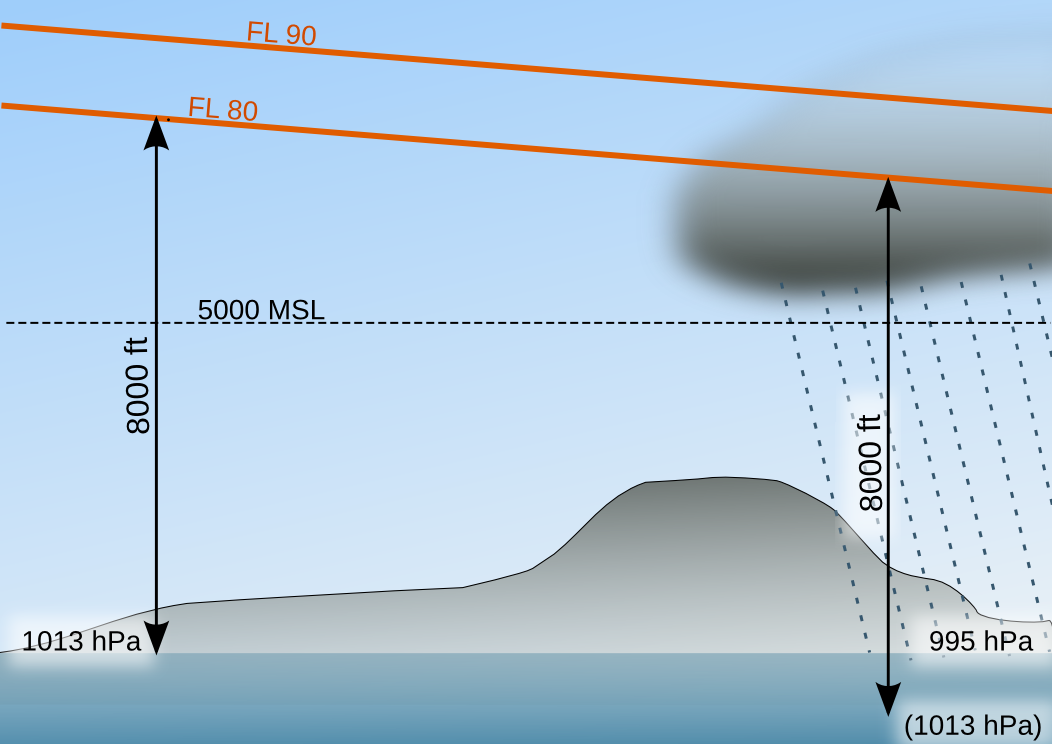
Rappresentazione schematica di due livelli di volo. L'altitudine effettiva dipende dalle condizioni meteorologiche. (Non in scala).

Come detto sopra, il livello di volo indica l'altitudine in 100 piedi (ft) in condizioni standard (pressione dell'aria al livello del mare 1013,25 hPa; temperatura dell'aria al livello del mare 15 °C). Tutti gli aerei che esprimono la loro altitudine come livello di volo hanno quindi la pressione dell'aria di riferimento del loro altimetro calibrata sul valore standard di 1013,25 hPa; il suo valore di visualizzazione in piedi diviso per 100 dà il livello di volo. Esempio: un aereo è al livello di volo 85 quando il suo altimetro, regolato alla pressione normale, indica un'altitudine di 8.500 piedi.
Il fatto che le condizioni reali dell'atmosfera terrestre locale possano deviare considerevolmente dall'atmosfera standard ICAO mediata e idealizzata non ha alcuna importanza, perché la deviazione è la stessa per tutti gli aerei coinvolti, in modo che la corretta classificazione dell'altitudine rispetto all'altro rimane garantita.
L'altitudine effettiva a cui si trova un livello di volo non è un'altitudine fissa, ma dipende soprattutto dalla pressione atmosferica attuale: per esempio, uno stesso livello di volo è più alto sul livello del mare in una zona di alta pressione che in una zona di bassa pressione. Tuttavia, questo non interferisce nello spazio aereo. Nel volo di crociera, non è l'altitudine reale che conta, ma solo lo scaglionamento dell'altitudine degli aerei tra di loro.

### Esempi
Se la pressione dell'aria al suolo è di 1013,25 hPa, allora il livello di volo 100 è a 10.000 piedi (3048 m) dal suolo (supponendo condizioni standard).
Qualora invece la pressione dell'aria al suolo è solo 995 hPa (per esempio in una zona di bassa pressione), la zona di pressione normale (immaginaria) è 500 piedi sotto il suolo. Il livello di volo 100 è 10.000 piedi al di sopra di questo in condizioni standard, quindi in questo caso 9500 piedi (~2900 m) dal suolo.
Poiché l'entità della diminuzione della pressione atmosferica indotta dall'altitudine dipende anche leggermente dalla temperatura dell'aria, la distanza effettiva del livello di volo 100 dalla superficie di pressione normale può deviare di qualche punto percentuale dal valore standard di 10.000 piedi. Tuttavia, questo errore colpisce tutti gli altimetri allo stesso modo ed è quindi trascurabile.

## Livelli di volo particolari
Esistono dei particolari livelli di volo, come ad esempio FL 290, limite al di sopra del quale si vola con doppia separazione verticale, o con lo standard RVSM, e il livello 460, solitamente il limite superiore dello spazio aereo controllato. Altri livelli di volo particolari sono Flight level Z, FL X e il livello di transizione.

## Riduzione della minima separazione verticale
Le operazioni in minima separazione verticale ridotta, o RVSM (reduced vertical separation minima, o anche minimum), sono utilizzate negli spazi aerei ad alta densità di traffico per incrementare la disponibilità di livelli di volo tra FL290 e FL410, riducendo la minima separazione da 2000 a 1000 piedi. Ciò permette ai velivoli di volare in sicurezza su rotte più ottimali, ottenere risparmi di combustibile e aumentare la capacità dello spazio aereo con l'aggiunta di sei nuovi livelli di volo.
Solo gli aeromobili certificati per soddisfare gli standard RVSM, quindi provvisti di un equipaggiamento adeguato, con alcune esclusioni, sono autorizzati a volare nello spazio aereo RVSM. La riduzione di separazione è stata introdotta nel Regno Unito nel marzo 2001 e nel resto dello spazio aereo europeo il 20 gennaio 2002. Gli Stati Uniti d'America, il Canada ed il Messico adottarono lo RVSM tra FL290 e FL410 il 20 gennaio 2005, l'Africa il 25 settembre 2008.
Il 20 gennaio 2005 tutto l'emisfero settentrionale è stato classificato RVSM tra FL290 e FL410.

## Livelli di volo semicircolari
In fase di pianificazione di un volo il comandante dell'aeromobile stabilisce il livello di volo appropriato secondo le regole vigenti nel o nei paesi sorvolati dalla sua rotta magnetica. In Italia le regole attualmente vigenti indicano, salvo diversa disposizione dell'ente ATS al momento dell'autorizzazione del piano di volo, i seguenti livelli di volo:
- Livelli semicircolari VFR (oltre i 3000 ft AGL) rotta magnetica: 
  - da 270° a 089° (NORD) LIVELLI PARI + 5 (Esempio: FL 85)
  - da 090° a 269° (SUD) LIVELLI DISPARI + 5 (esempio: FL 75)
- Livelli semicircolari IFR (Al di sopra dell'altitudine di transizione) rotta magnetica:
  - da 270° a 089° (NORD) LIVELLI PARI (esempio: FL 240)
  - da 090° a 269° (SUD) LIVELLI DISPARI (esempio: FL 230)

Tuttavia spetta all'ente ATS competente autorizzare livelli di volo differenti da quello pianificato o non corrispondenti a quello prefissato dalle suddette regole in base alle necessità di traffico o di sicurezza contingenti.